# Любомія
Любомія (пол. Lubomia) — село в Польщі, у гміні Любомія Водзіславського повіту Сілезького воєводства.
Населення — 3844 особи (2011).
У 1975-1998 роках село належало до Катовицького воєводства.

## Демографія
Демографічна структура станом на 31 березня 2011 року:
|          | Загалом | Допрацездатний вік | Працездатний вік | Постпрацездатний вік |
| -------- | ------- | ------------------ | ---------------- | -------------------- |
| Чоловіки | 1847    | 344                | 1299             | 204                  |
| Жінки    | 1997    | 360                | 1209             | 428                  |
| Разом    | 3844    | 704                | 2508             | 632                  |